# Countdown (película de 2019)
Countdown (conocida como La hora de tu muerte en Hispanoamérica y España) es una película estadounidense de terror sobrenatural del 2019, escrita y dirigida por Justin Dec. La película está protagonizada por Elizabeth Lail, Jordan Calloway, Talitha Bateman, Tichina Arnold, P. J. Byrne, Peter Facinelli, Anne Winters y Tom Segura. La trama sigue a un grupo de personas que descubren una aplicación móvil que avisa correctamente a sus usuarios cuándo van a morir.
Countdown Fue lanzado en América del Norte el 25 de octubre de 2019 por STX Entertainment. Recibió críticas negativas de los críticos pero recaudó 48 millones de dólares en todo el mundo con un presupuesto de 6,5 millones de dólares, convirtiéndose en un éxito comercial.

## Argumento
En una fiesta, sus amigos convencen a la adolescente Courtney de que descargue Countdown, una aplicación que, aparentemente, predice cuánto tiempo le queda de vida a un usuario. Courtney se sorprende porque dice que solo le quedan 3 horas y 22 minutos de vida. Después de evitar subirse a un coche con su novio borracho, Evan, Courtney recibe una notificación que indica que ha roto el "acuerdo de usuario". Al regresar a su casa, es atacada por una entidad invisible y asesinada cuando su temporizador llega a cero. Al mismo tiempo, Evan se estrella y la rama de un árbol atraviesa el lugar donde Courtney se habría sentado.
Quinn Harris, una enfermera que trabaja en el hospital donde ingresa Evan, descarta sus afirmaciones de que se trata de una aplicación sobrenatural, pero posteriormente la descarga solo para afirmar que solo le quedan dos días de vida. Evan se salta la cirugía y se le informa que ha violado el acuerdo de usuario. El intenta escapar del hospital, pero se enfrenta a una aparición de Courtney en una escalera antes de ser asesinado por la entidad.
Cuando Quinn descubre que Evan ha muerto, ella entra a la morgue y revisa su teléfono, lo que indica que no queda tiempo en la aplicación. Preocupada por morir al día siguiente, Quinn se niega a salir con su familia a visitar la tumba de su madre. La aplicación le informa que ha violado el acuerdo de usuario. Poco después, su jefe, el Dr. Sullivan, la acosa sexualmente y frustra su intento de denunciar el delito a su supervisor. Cuando Quinn investiga la aplicación, descubre que supuestamente han ocurrido muertes similares que involucran a otros usuarios, pero el público generalmente las considera falsas. Ella intenta comprar un teléfono nuevo, pero descubre que Countdown se ha descargado en él.
Después de ser atacada por una figura demoníaca en el estacionamiento de la tienda de teléfonos celulares, Quinn conoce a un joven llamado Matt, cuya cuenta regresiva dice que morirá en 18 horas. Se enteran de que el acuerdo de usuario se rompe si el usuario intenta cambiar su destino: el viaje de Quinn con su familia y Matt tomando un viaje en tren, que ambos cancelaron, deberían haber resultado en sus muertes originales. En el trabajo, Quinn descubre que Sullivan engañó al personal haciéndoles creer que lo acosó sexualmente, lo que resultó en su suspensión. Ella y Matt consultan a un sacerdote llamado Padre John, quien les informa que la aplicación está vinculada a un demonio llamado Ozhin, originalmente convocado por una mujer romaní que le dijo a un príncipe cuándo moriría. El vendedor de teléfonos móviles Derek piratea el código de la aplicación e identifica que la hermana menor de Quinn, Jordan, debía morir poco antes que Quinn, y luego añade varias décadas a las vidas de Quinn, Jordan y Matt. Sin embargo, mientras Matt y Quinn pasan la noche juntos, la entidad toma la forma de Matt y ataca a Quinn. Para su sorpresa, sus cuentas regresivas, incluida la de Jordan, se restablecen a su duración original.
Jordan recibe una notificación de que su cuenta regresiva cambia a la duración de vida original y luego es aterrorizada por una forma demoníaca de ella y la madre fallecida de Quinn. Quinn y Matt la rescatan y regresan con el padre John, quien teoriza que la maldición puede romperse si alguien muere antes de que termine la cuenta regresiva o vive más allá de la cuenta regresiva. Ellos preparan un círculo de protección en un intento de retrasar a Ozhin. El demonio llega y el círculo inicialmente lo protege, hasta que de repente los atrae afuera, matando a Matt e hiriendo a Jordan en el proceso. Mientras está afligido por el destino de Matt, Jordan comienza a tener un dolor abdominal grave. Al darse cuenta de que su hermana está gravemente herida, Quinn lleva a Jordan al hospital. Una vez allí, se da cuenta de que puede matar a Sullivan antes del tiempo asignado y poner fin a la maldición. Ella intenta atacarlo, pero Ozhin lo salva, quien simultáneamente se prepara para matar a Jordan mientras Ozhin aterroriza a Jordan. Quinn sufre una sobredosis de drogas antes de que se acabe el cronómetro y demuestra que la aplicación está equivocada. Con las instrucciones que le dio Quinn, Jordan revive a su hermana con Naloxona ("Narcan") y los cronómetros de cuenta regresiva se detienen. Algún tiempo después, mientras visitaba la tumba de Matt y de la madre de Jordan, Quinn recibe la noticia del arresto de Sullivan después de que más enfermeras se presentaron al denunciarlo, pero descubre que una aplicación llamada Countdown 2.0 se ha descargado en su teléfono, para horror de las hermanas.
En una escena de mitad de créditos, Derek está en una cita de Tinder, mientras su cita va al baño, su aplicación Countdown dice que ha roto el acuerdo de usuario y hace que se apague la luz. Cuando la pantalla se vuelve negra, se escuchan los gritos de Derek mientras el demonio Ozhin lo ataca.

## Reparto
- Elizabeth Lail como Quinn Harris, una enfermera titulada recién nombrada y hermana mayor de Jordan.[9]
- Jordan Calloway como Matt Monroe, un joven a quien Quinn conoce en la tienda de teléfonos y forma equipo para derrotar a Ozhin.
- Talitha Bateman como Jordan Harris, la hermana menor de Quinn, que se une a Quinn y Matt para luchar contra el demonio Ozhin.
- Tichina Arnold como la Enfermera Amy, la jefa del hospital donde trabaja Quinn.
- P. J. Byrne como el Padre John, un entusiasta de los demonios que intenta ayudar a Quinn, Matt y Jordan a enfrentarse a Ozhin.
- Peter Facinelli como Dr. Sullivan, el jefe de Quinn.
- Anne Winters como Courtney, la novia de Evan.
- Matt Letscher como Charlie Harris, el padre viudo de Quinn y Jordan.
- Dillon Lane como Evan, el novio de Courtney.
- Tom Segura como Derek, un trabajador tecnológico que puede piratear aplicaciones, incluida Countdown.
- Charlie McDermott como Scott.
- Christina Pazsitzky como Krissy.
- Jeannie Elise Mai como Allie.
- Marisela Zumbado como Kate.
- Valente Rodriguez como el Padre David.

## Producción
Elizabeth Lail fue elegida para el papel principal de la película en marzo de 2019. En abril de 2019, se anunció que Talitha Bateman, Peter Facinelli, Jordan Calloway, Tom Segura, P. J. Byrne, Anne Winters y Tichina Arnold también se habían unido al elenco. 
Danny Bensi y Saunder Jurriaans compusieron la banda sonora de la película. La banda sonora fue lanzada por Sony Classical Records.

## Estreno
Countdown se lanzó en cines en los Estados Unidos el 25 de octubre de 2019.  El tráiler de la película se lanzó el 13 de septiembre de 2019.
En Latinoamérica fue estrenado en enero de 2020.